# 2016年1月中國大陸

## 1月1日
- 习近平在其办公室通过中国国际广播电台、中央人民广播电台、中央电视台，发表了二○一六年新年贺词[1]。贺词中重温“正义必胜、和平必胜、人民必胜”。“只要坚持，梦想总是可以实现的。”“让几千万农村贫困人口生活好起来，是我心中的牵挂。”“我衷心希望，国际社会共同努力，多一份平和，多一份合作，变对抗为合作，化干戈为玉帛，共同构建各国人民共有共享的人类命运共同体。”[2]
- 习近平在八一大楼向陆军、火箭军、战略支援部队授旗，这个重磅却在2016年1月1日对外发布。这其中的焦点人物就是新任陆军司令李作成和政委刘雷，他们两位，是七大军区中仅有的两名“双非”。“双非”：既非中共中央委员，也非中共中央候补委员，他们多是中共十八大后获得提拔的高级官员。李作成履历印证前军委副主席徐才厚和郭伯雄对全军的伤害有多深。[3]
- 中华人民共和国国务院自2016年1月1日起调整证券交易印花税中央与地方分享比例[4][5]。国务院通知指出，为妥善处理中央与地方的财政分配关系，国务院决定，从2016年1月1日起，将证券交易印花税由现行按中央97%、地方3%比例分享全部调整为中央收入[6][7][8][8][9][10]。
- 武警部队参谋长易人：名将之后秦天接棒刘振立。公开资料显示，秦天系解放军高级将领、原任国防部部长秦基伟上将之子，胞兄为现任南京军区副司令员的秦卫江。两人也是当今现役将领中唯一同时担任副大军区级领导职务的“兄弟档”。近期，武警部队高层人事调整再启。据澎湃新闻此前报道，原任武警新疆总队政委颜晓东少将出任武警部队政治工作部主任一职。[11]
- 京华时报讯，截至2015年11月，共从68个国家和地区追回外逃人员863人，其中党员和国家工作人员196人。此外，随着今年1月1日“百名红通”10号嫌犯裴键强被抓获回国，“百名红通”已有19人到案。[12]
- 中共中央印发了《中国共产党地方委员会工作条例》（以下简称《条例》），并发出通知，要求各地区各部门认真遵照执行[13][14]。

## 1月3日
- 瑞典籍人权活动家彼得·達林在中国北京机场搭飞机时，遭当局以涉嫌危害国家安全罪逮捕拘留，成为首位因涉入中国人权运动逮捕拘留的外国籍人士[15]。

## 1月5日
- 中共中央总书记习近平在重庆召开推动长江经济带发展座谈会，听取有关省市和国务院有关部门对推动长江经济带发展的意见和建议[16]。
- 宁夏银川一公交车突发火灾，已致14人死亡32人受伤。[17]
- 北京市委原副书记吕锡文被双开[18]
- 由中共中央纪律检查委员会、中共中央文献研究室编辑的《习近平关于严明党的纪律和规矩论述摘编》一书出版，在全国发行。书中首次披露：“周永康、薄熙来、徐才厚、令计划、苏荣等案件看，破坏党的政治纪律和政治规矩问题非常严重，务必引起重视。这些人权力越大、位置越重要，越不拿党的政治纪律和政治规矩当回事儿，甚至到了肆无忌惮、胆大包天的地步！有的政治野心膨胀。”[19]

## 1月6日
- 中央组织部副部长潘立刚在上海宣布，中央任命冯俊为中共中央党史研究室副主任，免去其中国浦东干部学院常务副院长的职务，由周仲飞接任中国浦东干部学院常务副院长职务[20]。
- 2016年1月6日，国务院常务会议信息显示，第三批督查中，包括地厅级在内的900多名干部被问责。由于2015年前两批被问责的干部分别仅为59人和249人，因此本次督查堪称空前严厉。第三批督查主要聚焦在公租房闲置、民生项目资金大量结存、安全生产隐患整改不力等方面。[21]
- 中国河南新建的最大毛泽东塑像被拆除，距离其建成后被媒体报导只有3天。网友怀疑是中南海高层下令使然。近日有媒体报道称，在河南省开封市通许县孙营乡朱氏岗村，当地村民集资建造了一座36米高的金色毛澤東雕塑，引发社会关注。对此，当地政府部门表示，该雕塑未经过登记、审核；现已拆除，现场夷为平地。[22][23]

## 1月8日
- 中新（重庆）战略性互联互通示范项目联合实施委员会第一次会议在重庆召开，中新（重庆）战略性互联互通示范项目管理局揭牌，首批12个总金额65.6亿美元的合作项目成功签约，这标志着中新（重庆）战略性互联互通示范项目已正式进入实质性启动阶段[24]。中新（重庆）战略性互联互通示范项目是继苏州工业园和天津生态城之后，中国—新加坡两国第三个政府间合作项目，以重庆市作为项目运营中心[25][26][27]。

## 1月11日
- 习近平1月11日主持召开中央全面深化改革领导小组第二十次会议并发表重要讲话。他强调，全面深化改革头3年是夯基垒台、立柱架梁的3年，今年要力争把改革的主体框架搭建起来[28][29][30][31]。
- 巴基斯坦、阿富汗、中国、美国关于阿富汗问题的四方机制首次会议在伊斯兰堡举行闭门磋商。这是四国就阿富汗和平与和解进程举行的首轮对话[32][33]。

## 1月12日
- 中共中央总书记、国家主席、中央军委主席习近平上午在中国共产党第十八届中央纪律检查委员会第六次全体会议上发表讲话。他强调，保持坚强政治定力，坚持全面从严治党、依规治党，聚焦监督执纪问责，深化标本兼治，创新体制机制，健全法规制度，强化党内监督，把纪律挺在前面，持之以恒落实中央八项规定精神，着力解决群众身边的不正之风和腐败问题，坚决遏制腐败蔓延势头，不断取得党风廉政建设和反腐败斗争新成效[34][35]。
- 国务院任免国家工作人员， 冯正霖任中国民航局局长。免去胡保林的国务院三峡工程建设委员会办公室(国务院三峡工程建设委员会三峡工程稽察办公室)副主任职务。[36]
- 原中共610办公室主任，公安部原副部长李东生受贿案一审宣判，判处有期徒刑15年，并处没收个人财产人民币100万元；对受贿犯罪所得财物予以追缴，上缴国库。李东生当庭表示服从判决，不上诉。[37]
- 万达集团并购美国传奇影业公司签约仪式在北京举行。万达集团宣布以不超过35亿美元现金（约230亿元人民币）收购美国传奇影业公司，这是迄今中国企业在海外的最大一桩文化并购[38][39][40]。

## 1月13日
- 李克强结构性改革再发力，国务院简政放权又出新政。“红顶中介”同样会对市场形成巨大伤害，李克强总理曾誓言坚决整治。[41]基層領導跑要項目，套取专项资金、“吃回扣”[42]，政務中心采购“量身定做”难掩暗箱操作，舊習難改形成灰色利益鏈。[43]
- 《蒋经国传》十五周年纪念版大陸问世。[44]習近平：民心是最大政治，正义是最强力量。[45]
- 中国最高人民法院副院长沈德咏带领数十位新任法官向宪法宣誓，这在历史上是首次。70字的誓词有“忠于宪法”、“忠于祖国”、“忠于人民”等字样。[46][47]
- 澎湃網報道，23年前海南陈满杀人疑案近期将再审，最高检曾抗诉。1992年12月，海南海口发生一起杀人焚尸案。凶案发生后，四川籍青年陈满被锁定为凶手，并于1999年二审获判死缓，陈满及其家人坚称蒙冤。今年2月10日，最高检在复查后认为，本案事实不清、证据不足，向最高法提起抗诉。[48]

## 1月14日
- 中国共产党第十八届中央纪律检查委员会第六次全体会议12日至14日在京举行。习近平总书记12日上午深刻分析反腐败斗争依然严峻复杂的形势，提出当前和今后一个时期的目标任务。习近平：“3年来，我们着力解决管党治党失之于宽、失之于松、失之于软的问题，使不敢腐的震慑作用充分发挥，不能腐、不想腐的效应初步显现，反腐败斗争压倒性态势正在形成。”。[49]
- 下午，中国共产党第十八届中央纪律检查委员会第六次全体会议在京闭幕。[50]
- “中国旅游年”开幕式在印度新德里举行，国家主席习近平向开幕式致贺词。习近平对“中国旅游年”活动开幕表示热烈的祝贺，向友好的印度人民致以诚挚的问候[51][52]。
- 2016年二十国集团峰会第一次协调人会议在北京国际饭店开幕[53]。二十国集团成员、嘉宾国和国际组织协调人等中外代表400多人与会。杨洁篪强调，杭州峰会主题是“构建创新、活力、联动、包容的世界经济”，全年工作将围绕“创新增长方式”“更高效的全球经济金融治理”“强劲的国际贸易和投资”“包容和联动式发展”4项重点议题展开[54]。

## 1月15日
- 陈来他是新中国第一位哲学博士，他师从张岱年、冯友兰，著书立说几十年，始终致力于中华优秀传统文化的传承、弘扬和创新。他是2015年度“孔子文化奖”获得者。2015年12月30日，他走进中南海，在中共中央政治局第二十九次集体学习中担任主讲人，为中央政治局讲解爱国主义。陈来说，习近平总书记明确提出“中华优秀传统文化是中华民族的精神命脉”，强调了中华优秀传统文化对中华民族的重要意义。作为长期致力于中国传统文化研究的学者，陈来既感到鼓舞，又觉得重任在肩。[55]
- 中纪委首次就纪委全会召开新闻发布会。当有记者提问今年是否会有类似令计划、周永康这样级别的“大老虎”被打下时，中纪委官员以习的讲话“任何人都没有丹书铁券，也没有铁帽子王”作回应。[56]中国政法大学终身教授、刑事诉讼法学家陈光中呼吁反思周薄何以成为“政法王”“西南王”。在点评此案时认为，应反思周永康、薄熙来等高官为何能长期以来一手遮天、为所欲为，反腐的同时需按照民主、法治的原则进行必要的改革。[57]
- 上午，中纪委首次在国新办召开发布会。对于近期四川省长魏宏失联一事，中纪委副书记吴玉良回应称，魏宏涉嫌严重违纪，正在接受调查，反省思过。对于是美国公民的令完成，中纪委回应称，中方正在处理，也在和美国进行沟通。[50]
- 国家互联网信息办公室针对百度贴吧存在违法违规信息及商业化运作管理混乱、部分搜索结果有失客观公正、百度新闻炒作渲染暴力恐怖等有害信息的突出问题，约谈了百度公司负责人。百度负责人表示将认真反省公司管理失责问题，并将就“血友病吧”一事再次向网民作出说明，全面整改。[58]

## 1月16日
- 亚洲基础设施投资银行（简称“亚投行”）16日在北京宣告开业。57个创始成员国代表团团长在钓鱼台国宾馆共同按下标志亚投行正式启动的启动键[59]。中国国家主席习近平出席开业仪式并致辞[60]。

## 1月17日
- 农民工出身的巨晓林当选中华全国总工会副主席。[61]巨晓林被通知1月16号上午列席全总全体会，在17号全总十六届四次执委会议选举结束后，才知道自己被选为副主席。[62]

## 1月18日
- 中国和吉布提共和国港口与自贸区管理局（DPFZA）签署协议，将合作建设自贸先导区、开展中吉银行卡组织清算合作等[63]。

## 1月19日
- 中华人民共和国主席习近平启程对沙特、埃及、伊朗进行国事访问，此访是今年中国外交的第一场重大行动，时逢中国同埃及建交60周年，也是同阿拉伯国家开启外交关系60周年[64][65][66]。
- 中共中央台湾工作办公室、国务院台湾事务办公室副主任龚清概涉嫌严重违纪接受组织调查。龚清概疑遭亲家举报落马，缘起儿媳外遇被抓现行。龚清概在福建工作期间，与原省长苏树林有交集。有一个绰号：“龚十亿”。[67]
- 经中国银监会和英国金融监管当局批准，招商银行伦敦分行正式成立。这是中国股份制银行在英国获准成立的首家分行[68][69][70][71]。

## 1月21日
- 中华人民共和国国家副主席李源潮在瑞士达沃斯出席世界经济论坛2016年年会，并在中国经济和2016年二十国集团峰会主题专场会上发表特别致辞[72][73]。

## 1月22日
- 中共总书记习近平：“要完善党内权力运行和监督机制，实行权责对应，坚决反对特权，防止滥用职权。执政党对资源的支配权力很大，应该有一个权力清单，什么权能用，什么权不能用，什么是公权，什么是私权，要分开，不能公权私用。”[74]
- 1月22日至23日，应伊朗伊斯兰共和国总统哈桑·鲁哈尼邀请，中华人民共和国主席习近平对伊朗伊斯兰共和国进行了国事访问[75][76]。

## 1月23日
- 中华人民共和国和伊朗伊斯兰共和国在德黑兰发表《中华人民共和国和伊朗伊斯兰共和国关于建立全面战略伙伴关系的联合声明》[77][78]。

## 1月25日
- 国家主席习近平签署主席特赦令，决定在中国人民抗日战争暨世界反法西斯战争胜利70周年之际，对部分服刑罪犯予以特赦。经人民法院依法裁定，全国共特赦服刑罪犯31527人。[79]

## 1月26日
- 下午，国家统计局在北京举行经济形势有关情况吹风会，局长王保安就当前经济形势回答记者提问。他表示，股市波动会对经济有影响，但影响不大，并对股市运行还是充满信心。仅几个小时后，傍晚，中央纪委监察部网站发布消息称，王保安涉嫌严重违纪，目前正接受组织调查。[80]
- A股市值1月蒸发一个“意大利”。[81]
- 证监会新闻发言人张晓军29日在例行发布会上介绍，今年1月9日证监会开展了2015年度证券期货行业信息安全联合应急演练，证监会副主席方星海担任总指挥，还有网信办、央行相关负责人到现场观摩并进行指导。[82]
- 人民日报：每到反腐取得重大进展，“缓缓手”就会来混淆视听。“图垂成之功者，如挽上滩之舟，莫少停一棹。”岁末年初，陈雪枫、龚清概两只“老虎”相继落马，艾宝俊、周来振被开除党籍和公职，魏宏、王保安涉嫌严重违纪……开年反腐，雷厉风行，宣告惩治腐败绝不是“烂尾楼”，预示2016年拧紧的作风建设发条绝不会松下来，持续发力的反腐败战车绝不会慢下来。[83]

## 1月29日
- 经过36天的持续救援，22时49分许，山东省平邑县石膏矿坍塌事故中被困的4名矿工从220米深的井底成功升井[84]。截至目前，被困的29名矿工已有15人获救，另有1人遇难，仍有13人失联[85][86][87]。
- 住房和城乡建设部召开新闻通气会，公布了中国首批国家生态园林城市名单，徐州、苏州、昆山、寿光、珠海、南宁、宝鸡7个城市入选[88][89]。
- 广州原市政法委书记、公安局长吴沙控制数千便衣，下属孝敬其情妇。[90]

## 1月30日
- 中华人民共和国外交部部长王毅开始访问马拉维、毛里求斯、莫桑比克、纳米比亚，并赴英国出席叙利亚人道捐助会议[91]。
- 甘肃省检察院已介入“武威记者被捕案”调查，网友发短信要求武威书记市长正面回应。[92]今年1月7日，《兰州晨报》《兰州晚报》《西部商报》驻武威记者站的3名记者被曝“失联”。1月9日，武威市公安局凉州分局以涉嫌卖淫嫖娼将《兰州晨报》驻武威记者行政拘留。几天后，凉州分局称，这3名记者多次敲诈勒索他人财物，涉嫌敲诈勒索罪，被刑事拘留。1月25日，凉州区人民检察院以涉嫌敲诈勒索罪将《兰州晨报》驻武威记者批捕，其余两名记者分别被移送起诉、继续侦查，目前已取保候审。[93]
- 被中国当局拘押了23天的瑞典籍人权工作者彼得·达林(Peter Dahlin)稍早前获释，并被驱离中国。达林的中国籍女友潘金玲（音）1月3号起也被中国拘押，据他的朋友证实，目前潘金玲也已经获释。瑞典外交大臣对达林获释表示欢迎，同时表示仍然关注离奇失踪后在中国境内现身的瑞典籍香港书店老板桂民海。[94]瑞典人权工作者在囚禁中向中国道歉。[95]
  - 瑞典“人权活动人士”被捕真相，捏造问题报告换取境外资助。近日，国家安全机关和公安机关联合破获一起危害国家安全案件，成功打掉一个以“人权卫士紧急救援协会”为名、长期接受境外资金支持、在境内培训和资助多名“代理人”、从事危害国家安全犯罪活动的非法组织。彼得·达林(瑞典籍)等犯罪嫌疑人被依法采取刑事强制措施。彼得·达林涉案引起多家西方媒体和机构的关注，有的称，现年35岁的彼得·达林是人权组织的“义工”，他“出事”似乎与中国当局“打压人权律师”有关。[96]

## 1月31日
- 呼格案追责27人多为党内警告处分。时任呼和浩特市公安局新城区公安分局副局长冯志明因涉嫌职务犯罪，依法另案处理。[97]
- 在押犯被打死警方付90万封口，长时间反复遭殴是死因之一。北京青年报接到发帖人电话，称其丈夫作为涉事看守所副所长，在羁押犯死亡前两日并未当班，却和也未当班的管教和协警，因玩忽职守分别获罪一年至一年半。当班的重大、直接责任人无一被究刑责。[98]
- 李熙出任中紀委駐人民日報社紀檢組組長，同時人民日報社、監管新華社、求是雜誌社、光明日報社、經濟日報社和中國日報社6大央媒[99]。驻新华社纪检组长李熙任驻人民日报社纪检组长，接棒蒲增繁。[100]